# Потамитиса
Потамѝтиса (на гръцки: Ποταμίτισσα) е село в Кипър, окръг Лимасол. Според статистическата служба на Република Кипър през 2001 г. селото има 70 жители.
Намира се на 5 km южно от Киперунта.